# 白日森林國家公園
11°48′N 42°41′E / 11.800°N 42.683°E

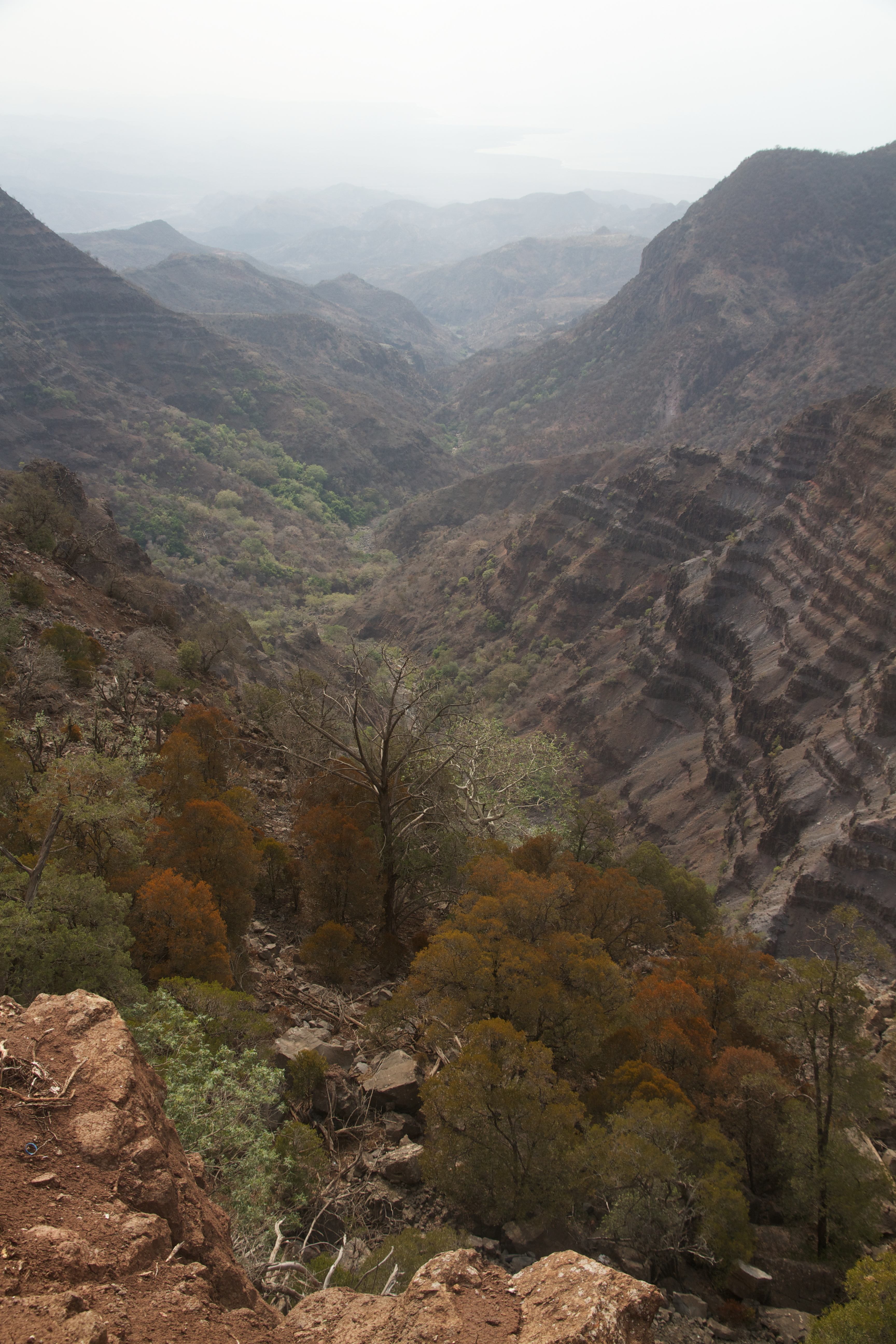

白日森林國家公園是吉布提的國家公園，位於該國中部塔朱拉州，始建於1939年，面積15平方公里，有綠翅斑腹雀、游蛇等野生動物棲息。